# Una mujer inolvidable
Una mujer inolvidable es un capítulo del ciclo "Alta comedia" programa unitario emitido por Canal 9 (Buenos Aires) del año 1991 protagonizado por Virginia Lago y Arturo Bonín.

## Argumento
"Una mujer inolvidable" cuenta la historia de dos hermanas, Verónica y Letizia, que vivían en la misma casa, al fallecer Verónica, Letizia no pudo soportar su ausencia. Habitando la casa del marido de Verónica, Letizia inició un viaje sin retorno al querer mimetizarse y ocupar el lugar de su hermana muerta hasta llevarla finalmente a la locura. 